# Dom zu Uppsala

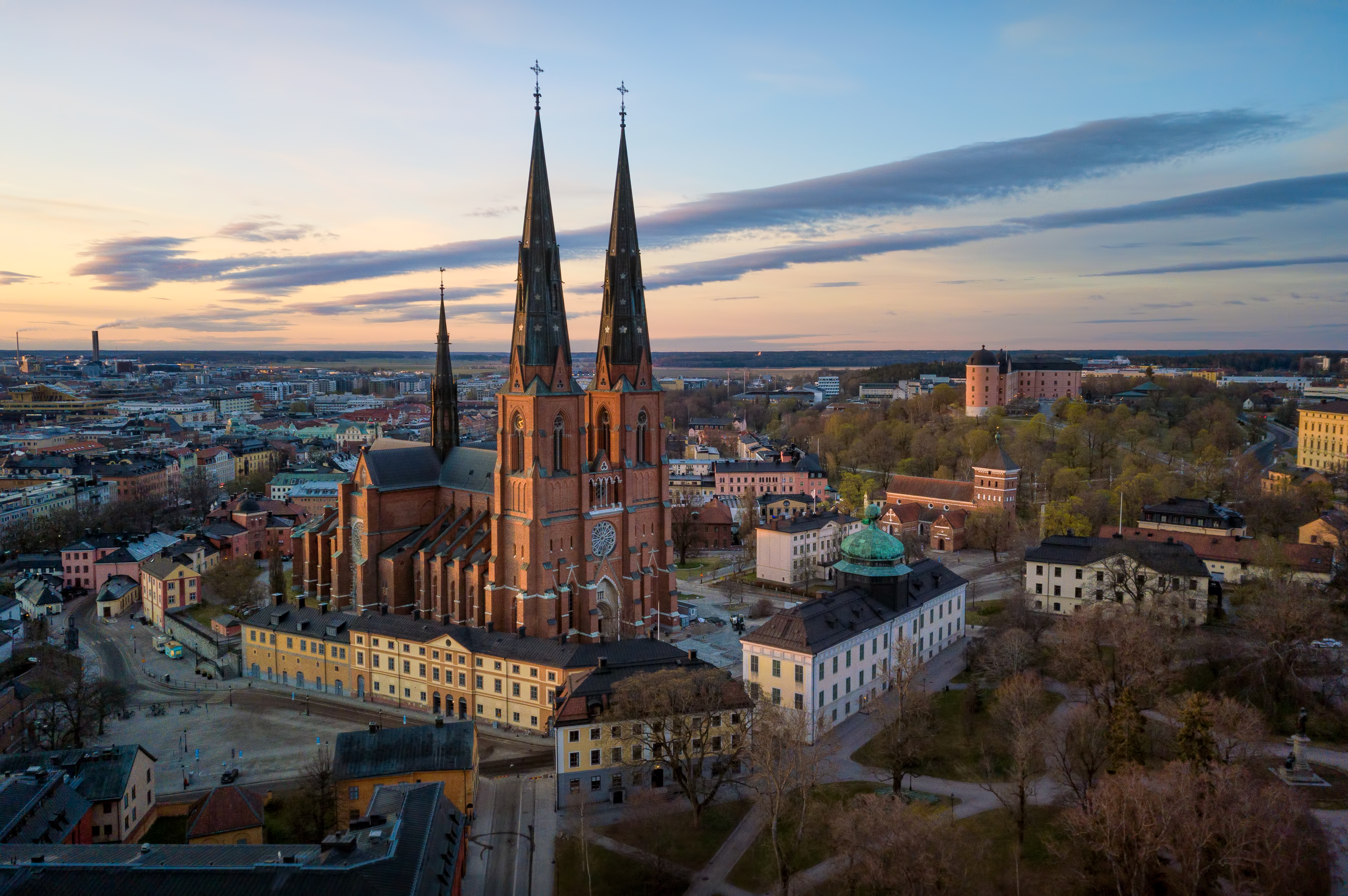
Der Dom zu Uppsala

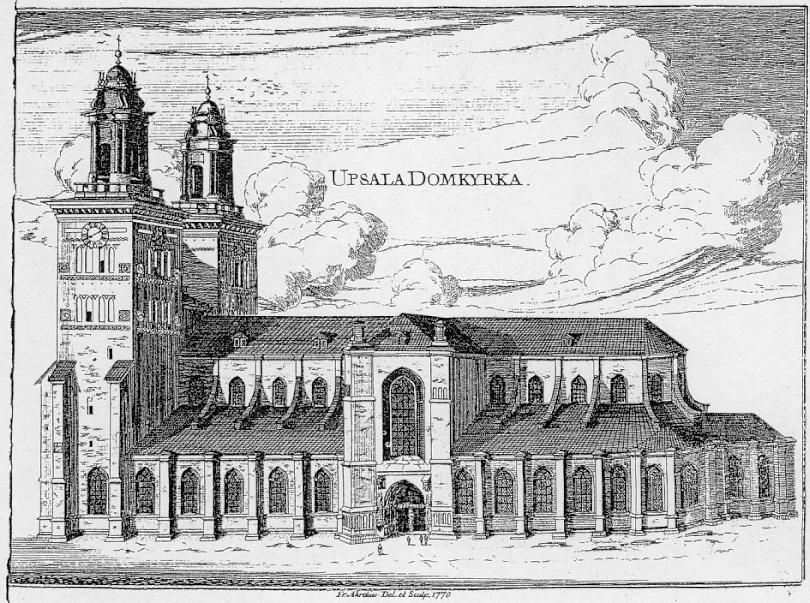
Der Dom 1770

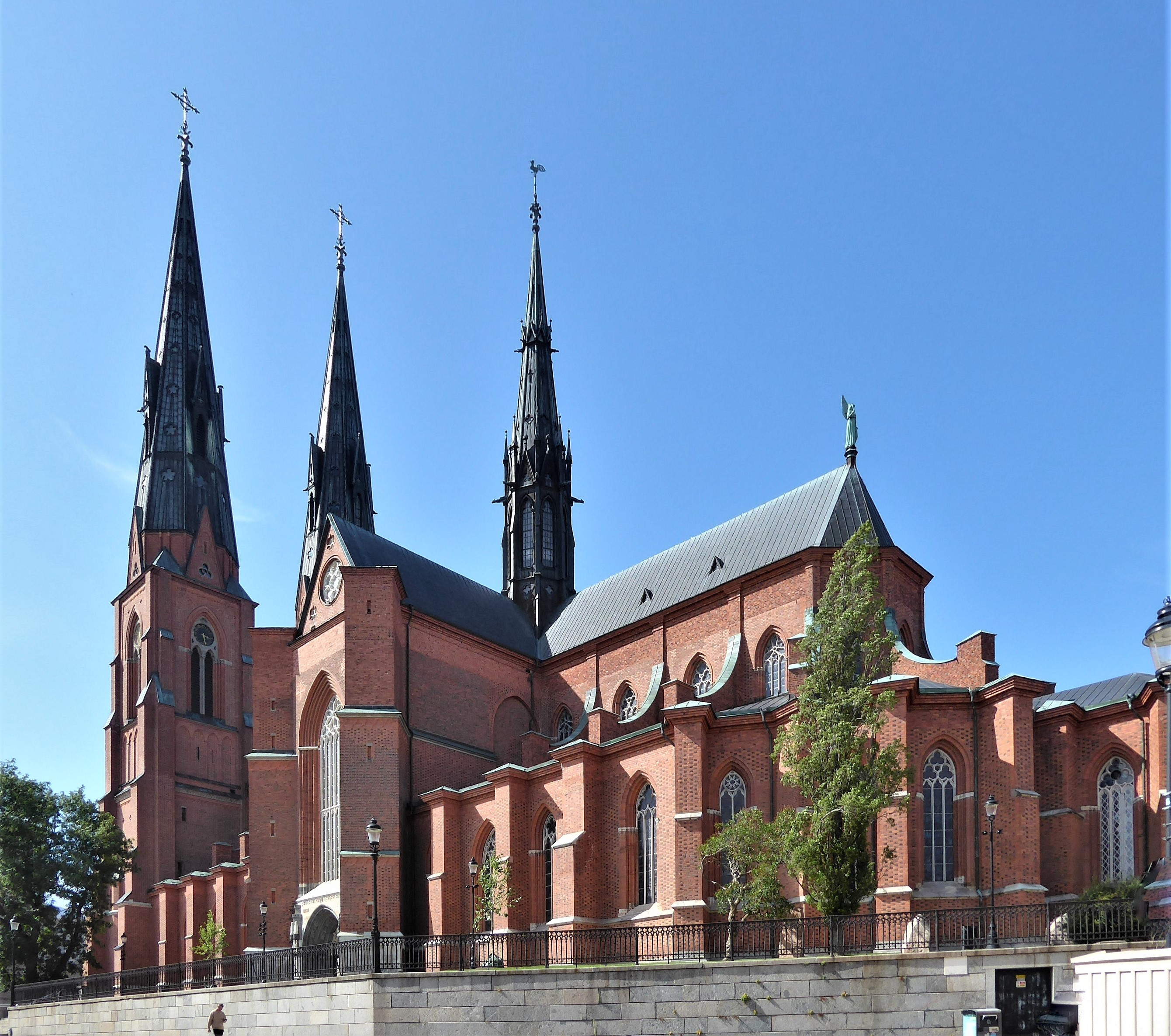
Ansicht von Südosten

Der gotische Dom St. Erik, auch Eriksdom genannt, in der schwedischen Stadt Uppsala ist mit 118,7 Meter das höchste Kirchengebäude Skandinaviens. Der Dom ist sowohl Krönungs- als auch Grabstätte vieler schwedischer Könige und Sitz eines evangelisch-lutherischen Erzbischofs.
Zu den Schätzen der Kirche zählt unter anderem ein vergoldeter Schrein aus dem späten 16. Jahrhundert, in dem die Relikte von Erik dem Heiligen untergebracht sind. Im nördlichen Turm befindet sich heute ein Museum mit kirchlichen Textilien. Am südlichen Portal sind steinerne Statuen aus dem 14. Jahrhundert aufgestellt. Die bekanntesten der hier bestatteten Personen sind König Gustav I. Wasa und der Naturforscher Carl von Linné.

## Geschichte

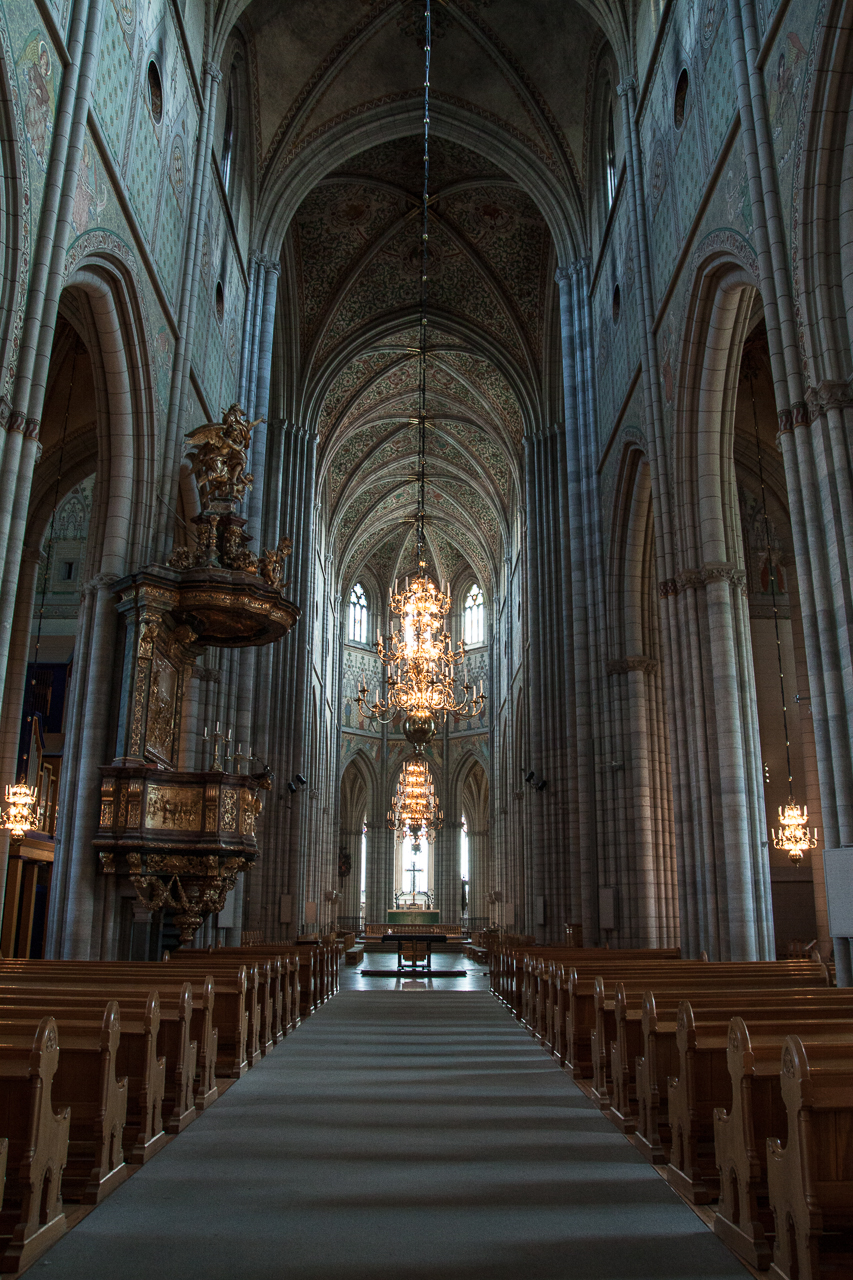
Innenansicht

Nach einem Brand in der Domkirche von Alt-Uppsala gab der Papst die Erlaubnis, den Bischofssitz an seine heutige Stelle zu verlegen. Die ersten Planungen für den neuen Kirchenbau gab es schon 1258.
Nach der Grundsteinlegung von 1260 verzögerte sich der Bau mehrfach aufgrund von Kriegen, Thronstreitigkeiten und Einstürzen von Gebäudeteilen. Auch die Pest verhinderte lange einen zügigen Aufbau. Vier tragende Pfeiler im Dom zu Uppsala sind auf Runensteinen errichtet, deren Bildseiten nach oben gewendet sind. Ein Kreuz zwischen den Drachenschlingen belegt die christliche Einstellung des Auftraggebers. Es ist auszuschließen, dass man die Steine symbolisch erniedrigen wollte. Erst im Jahre 1435 konnte der Dom unter Erzbischof Olaus Laurentii eingeweiht werden.
Der Dom erlebte mehrere umfassende Renovierungen. Zum Beispiel waren beim verheerenden Stadtbrand von 1702 beide Turmspitzen herabgestürzt. Der die Renovierung leitende Architekt, Carl Hårleman, ließ Barockkuppeln aufsetzen. Im 19. Jahrhundert wurden diese Kuppeln unter Leitung von Helgo Zettervall durch die spitzen Türme ersetzt, die sich noch heute auf dem Dom befinden.

## Ausstattung

### Finstachor
Zum Ende der 1980er Jahre erhielt der Dom von den Birgittinnen eine Reliquie des Hüftbeins der heiligen Birgitta. Dafür wurde ein moderner Reliquienschrein angelegt, der im Finstachor steht. Die Gestaltung des Schreins ist inspiriert vom Habit des Erlöserordens. Die fünf roten Blutstropfen symbolisieren die fünf Wunden Christi. Im Chor sind auch Birgittas Eltern und ihre Geschwister begraben. Auch der Schrein Eriks des Heiligen befindet sich hier, weshalb der Dom auch Eriksdom genannt wird.

### Wasachor

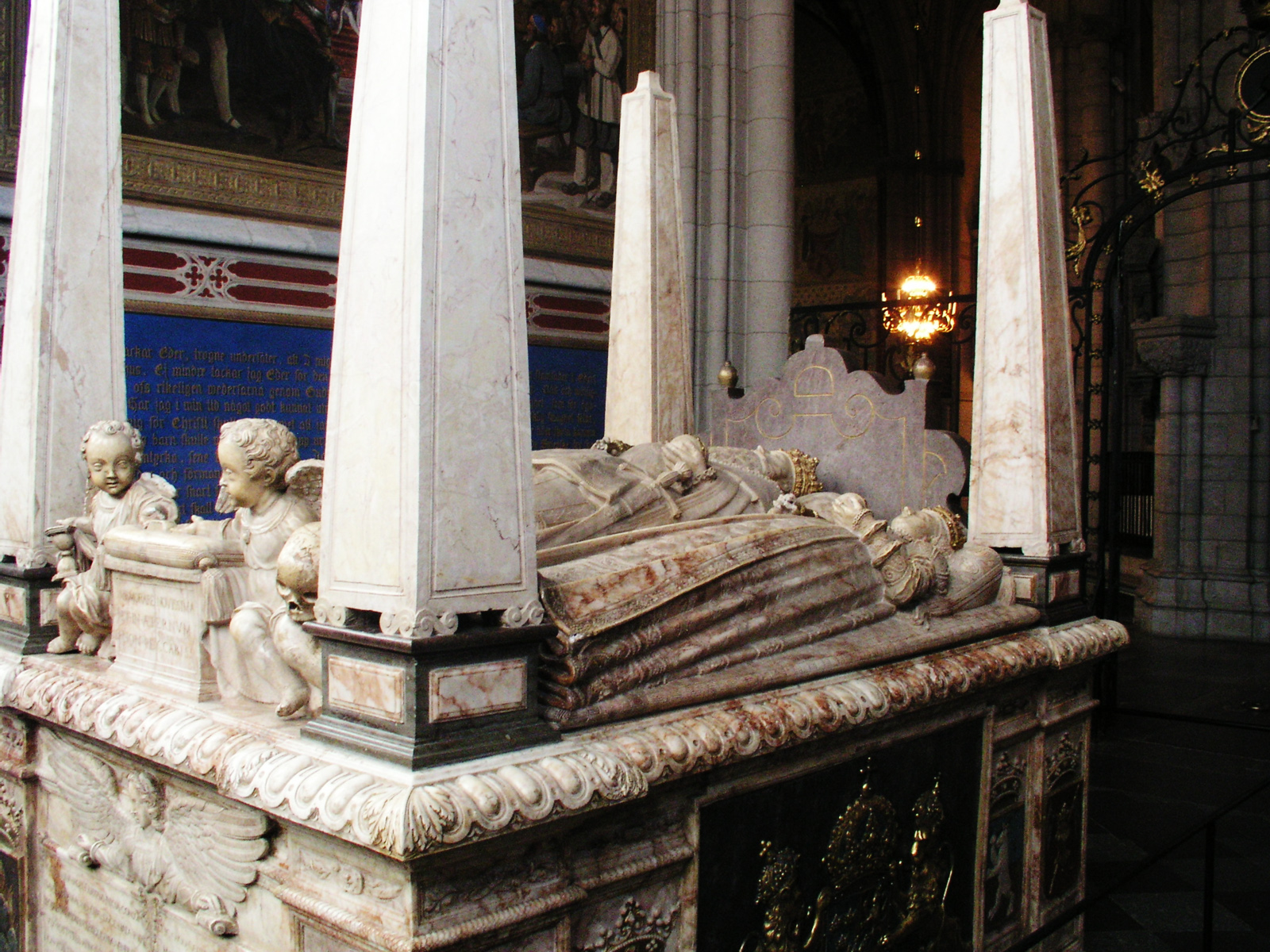
Grabdenkmal für Gustav Wasa im Dom

Der Wasachor liegt am östlichen Ende des Domes und war im Mittelalter der Jungfrau Maria gewidmet. In der Krypta unter dem Fußboden sind Gustav Wasa und seine drei Gemahlinnen (Katharina von Sachsen-Lauenburg, Margareta Leijonhufvud und Katharina Stenbock) bestattet. Auch sein Sohn Johann III. und dessen Frau Katharina Jagiellonica haben hier Gräber. In der Mitte des Chores steht ein Grabmonument von 1583, auf dem verschiedene Reichswappen und die Wappen der schwedischen und finnischen Landschaften dargestellt sind. Es sind die ältesten bekannten Wiedergaben dieser Wappen.
In den dreißiger Jahren des 19. Jahrhunderts malte Johan Gustaf Sandberg sieben Fresken mit Motiven aus Gustav Wasas Leben an die Wände. Links und rechts vom Grabmonument befindet sich unter den Bildern ein Text aus der Abschiedsrede Gustav Wasas an den Reichstag vom 16. Juni 1560.

### Gedenkstätte für Dag Hammarskjöld
Die Gedenkstätte für Dag Hammarskjöld befindet sich in der Friedenskapelle im rechten Seitenschiff des Doms. Der im Fußboden eingelassene Gedenkstein trägt die Inschrift:
Icke jag

utan gud i mig

Dag Hammarskjöld 1905–1961
(„Nicht ich, sondern Gott in mir“)

## Orgeln
Historischen Quellen zufolge wurde 1638 die erste Orgel erbaut. Heute verfügt der Dom über drei Instrumente: Eine Orgel auf der Galerie, die 1871 von dem Orgelbauer Per Larsson Åkerman erbaut worden war. Da Åkerman eine Zeit lang bei Aristide Cavaillé-Coll gearbeitet hatte, verfügt das Instrument über einige Register und Merkmale des französischen Orgelbaus des 19. Jahrhunderts. Trotz einiger Restaurierungen und Überarbeitungen blieb der französisch-romantische Charakter weitgehend erhalten. Die Chororgel wurde 1950 von dem Orgelbauunternehmen Marcussen & Søn errichtet.
Das größte Instrument befindet sich auf der Empore im nördlichen Seitenschiff. Es dient insbesondere als Begleitinstrument für die Domchöre. Das Instrument lässt sich von zwei viermanualigen Spieltischen aus wahlweise spielen, von denen sich einer im Kirchenschiff befindet. Die Orgel hat 61 Register (und 6 Transmissionen; davon 4 Transmissionen der Trompette en chamade 8′ aus dem Solowerk, spielbar in sämtlichen anderen Manualwerken und dem Pedalwerk) auf vier Manualen und Pedal. Die Trakturen sind elektrisch.
| I Chorschwellwerk C–g3 |        |
| Principal              | 8′     |
| Dulciana               | 8′     |
| Gedackt                | 8′     |
| Flûte douce            | 8′     |
| Octave                 | 4′     |
| Koppelflöte            | 4′     |
| Nasard                 | 2 ⁄3′  |
| Doublette              | 2′     |
| Tierce                 | 1 3⁄5′ |
| Quinte                 | 1 ⁄3′  |
| Mixture IV             | 1′     |
| Clarinet               | 8′     |
| Tremulant              |        |

| II Hauptwerk C–g3 |       |
| Principal         | 16′   |
| Montre            | 8′    |
| Principal         | 8′    |
| Flûte harmonique  | 8′    |
| Octave            | 4′    |
| Waldflöte         | 4′    |
| Super Octave      | 2′    |
| Cornet V          | 8′    |
| Mixture IV        | 1 ⁄3′ |
| Trumpet           | 16′   |
| Trumpet           | 8′    |
| Clairon           | 4′    |
| Tremulant         |       |

| III Schwellwerk C–g3 |        |
| Bourdon              | 16′    |
| Principal            | 8′     |
| Rohrflöte            | 8′     |
| Salicional           | 8′     |
| Voix céleste         | 8′     |
| Octave               | 4′     |
| Flûte                | 4′     |
| Nasard               | 2 ⁄3′  |
| Piccolo              | 2′     |
| Tierce               | 1 3⁄5′ |
| Mixture V            | 2′     |
| Bombarde             | 16′    |
| Trompette            | 8′     |
| Oboe                 | 8′     |
| Clairon              | 4′     |
| Tremulant            |        |

| IV Solowerk C–g3     |     |
| Concert Flute        | 8′  |
| Labial Clarinet      | 8′  |
| Viole d’orchestre    | 8′  |
| Viole céleste        | 8′  |
| Octave viole         | 4′  |
| Cor anglais          | 16′ |
| Vox humana           | 8′  |
| Tremulant            |     |
| Trompeteria          |     |
| Tuba                 | 8′  |
| Trompette en chamade | 8′  |

| Pedalwerk C–g1     |       |
| Subbass            | 32′   |
| Principal          | 16′   |
| Open Wood          | 16′   |
| Subbass            | 16′   |
| Bourdon (aus III)  | 16′   |
| Octave             | 8′    |
| Flûte              | 8′    |
| Choralbass         | 4′    |
| Flûte              | 4′    |
| Mixture IV         | 2 ⁄3′ |
| Trombone           | 32′   |
| Trombone           | 16′   |
| Bombarde (aus III) | 16′   |
| Trumpet            | 8′    |
| Clairon            | 4′    |

## Glocken
Das tontiefste Geläute Schwedens besteht aus fünf historischen Glocken. Die Glocke Storan ist mit ihren 7367 kg und 2,23 Meter Durchmesser die größte Glocke Schwedens; die zweitgrößte Glocke, Thornan, stammt aus der Thorner St.-Jakob-Kirche und ist die größte mittelalterliche Glocke des Landes.
| Nr. | Name    | Schlagton (HT-1/16) | Gussjahr | Inschrift |
| 1   | Storan  | f0 +6               | 1707     | Kommer här och låter oss Herren Gud prisa, wår salighets tröst, med psalmer och lofwisa.                                                            |
| 2   | Thornan | b0 +5               | um 1450  | Hjälp Gud. Maria statt oss bi och den käre herren sankt Jakob.                                                                                      |
| 3   | Malman  | des1 +3             | 1708     | Huru lustige äro dina boningar Herre Zebaoth. Mine själ lengtar och trängtar efter Herrans gårdar: min kropp och själ fröjde sig i: lefwandes Gudi. |
| 4   | Massan  | f1 −3               | 1708     | Kommen låter oss tillbedja och knäböja och nederfalla Herranom then oss hafwer gjort.                                                               |
| 5   | Bönan   | a1 −5               | 1708     | Kaller menigheterna tillhopa. Församler folket. Helger församlingen.                                                                                |